# Дракон (съзвездие)
Вижте пояснителната страница за други значения на Дракон.
Дракон е съзвездие, видимо от северното полукълбо.

## Съзвездието в митологията
Има много митове, свързани със съзвездието Дракон.
В най-известните митове, Дракон пресъздава Ладон, стоглав дракон, който пазел златните ябълки на Хесперидите. Дванадесетия подвиг на Херкулес. Херкулес убива Ладон с отровна стрела, което му позволява спокойно да вземе ябълките. Според легендата, по-късно Хера поставила Дракона на небето като съзвездието Дракон. Подобаващо положение близо до съзвездията Везни, Голямата Мечка, малката Мечка и Воловар, които заедно могат да „разкажат“ легендата за единадесетия подвиг на Херкулес. 
В друга легенда, Дракон пресъздава дракона, убит от Кадмус преди да открие град Боеотия.
В трета легенда изобразява дракона, пазещ златното руно и убит от Язон.
По астрономическа случайност главата и опашката на Дракон маркират позицията на така наречените лунни възли. Това са точки, където слънчевата и лунната орбити се засичат и където се наблюдават слънчевите и лунните затъмнения. „Главата“ на Дракон представлява възходящ възел, а „Опашката“ – низходящ. В повечето култури, затъмнението се приписва на „гълтането“ на Слънцето или Луната от Дракон. Фактът, че звездите от това съзвездие никога не се преместват, играе много важна роля в тези митологии.